# Cratyna perniciosa
Cratyna perniciosa är en tvåvingeart som först beskrevs av Edwards 1922.  Cratyna perniciosa ingår i släktet Cratyna och familjen sorgmyggor. Inga underarter finns listade i Catalogue of Life.